# Holding Out for a Hero
Holding Out for a Hero ist ein Pop-Rock-Song von Bonnie Tyler aus dem Jahr 1984, der von Jim Steinman und Dean Pitchford geschrieben wurde. Das Stück ist Teil des Soundtracks des Films Footloose.

## Geschichte
Holding Out for a Hero wurde am 13. April 1984 als Single veröffentlicht; die Originallänge beträgt 4:22 Minuten. Die Instrumentalversion des Liedes ist 5:15 Minuten lang; zudem erschienen einige Remixversionen des Songs. 1986 veröffentlichte Tyler den Song auf ihrem Album Secret Dreams and Forbidden Fire.
Die Zeile „Where have all the good men gone and where are all the gods?/Where’s the street-wise Hercules to fight the rising odds?“ entstammt dem Ubi sunt, zudem wurden auch einige Teile aus Jim Steinmans Stark Raving Love gesampelt, in der Handlung des Songs fleht die Protagonistin einen Helden herbei, der sie rettet. Das Stück wird in den Fernsehserien Superman – Die Abenteuer von Lois & Clark, Mode, Models und Intrigen und Drawn Together ebenso verwendet wie im Soundtrack der Filme Banditen!, Shrek 2, Nummer 5 gibt nicht auf und Wer ist Harry Crumb?.

## Musikvideo
Das Video wechselt mehrmals die Epochen, während beide auch miteinander verschmelzen. So sind bestimmte Elemente wie beispielsweise Cowboys oder große Wagenräder sowie später die Einrichtung des Hauses zu sehen, was für die Pionierzeit spricht. Später kommen jedoch kurze Auftritte eines Frauenchors in weiß-goldenen Kleidern und einige Szenen von Cowboys mit verschiedenfarbigen neonbeleuchteten Peitschen hinzu, was einen eher moderneren Stil miteinbringt. Außerdem wechselt auch Bonnie Tylers Outfit zwischen einem altmodischen olivgrünen und einem weißen lockeren Kleid.
Zu Beginn des Videos flüchtet die Sängerin Bonnie Tyler aus einem Haus, das plötzlich Feuer gefangen hat. Vor dem Haus auf dem Boden kniend nähern sich ihr drei Cowboys, die schwarz gekleidet sind. Bei dem Refrain „I need a hero“ steht sie in weißem Kleid am Grand Canyon. Dann wird gezeigt, wie es zu dem Brand kam. Sie befindet sich in ihrem Haus und sieht sich ein altes Bild eines Cowboys auf einem weißen Pferd an. Plötzlich stehen mehrere schwarz gekleidete Cowboys in ihrer Tür, schwingen ihre Peitschen, und das Haus beginnt zu brennen. Hier werden beide Epochen kombiniert.
Nach einigen Aufnahmen aus der Natur um und im Grand Canyon, wird die Fortsetzung der Annäherung durch die drei schwarz gekleideten Männer aufgezeigt. Am Boden liegend singend wird sie umzingelt. Als Nächstes gibt es eine Verfolgungsjagd mit Revolvern zwischen dem weiß gekleideten Cowboy und drei schwarz gekleideten, die vom weiß gekleideten Cowboy abgeschossen werden. So kommt der Held auf einem weißen Pferd geritten bei Bonnie Tyler an, die auf dem Boden kniend zu ihm aufsieht.

## Kommerzieller Erfolg

### Chartplatzierungen
| ChartsChartplatzierungen       | Höchstplatzierung | Wochen |
| ------------------------------ | ----------------- | ------ |
| Deutschland (GfK)              | 19 (11 Wo.)       | 11     |
| Österreich (Ö3)                | 19 (2 Wo.)        | 2      |
| Vereinigte Staaten (Billboard) | 34 (13 Wo.)       | 13     |
| Vereinigtes Königreich (OCC)   | 2 (16 Wo.)        | 16     |

### Auszeichnungen für Musikverkäufe
| Land/Region                  | Auszeichnungen für Musikverkäufe (Land/Region, Auszeichnung, Verkäufe) | Verkäufe  |
| ---------------------------- | ---------------------------------------------------------------------- | --------- |
| Dänemark (IFPI)              | Gold                                                                   | 45.000    |
| Deutschland (BVMI)           | Gold                                                                   | 250.000   |
| Italien (FIMI)               | Gold                                                                   | 50.000    |
| Neuseeland (RMNZ)            | Platin                                                                 | 30.000    |
| Portugal (AFP)               | Gold                                                                   | 5.000     |
| Spanien (Promusicae)         | Gold                                                                   | 30.000    |
| Vereinigtes Königreich (BPI) | Platin                                                                 | 600.000   |
| Insgesamt                    | 5× Gold · 2× Platin ·                                                  | 1.010.000 |

## Coverversionen
- 1985: Ajda Pekkan
- 2004: Imogen Heap
- 2004: Jennifer Saunders
- 2004: Joss Stone
- 2005: Emery
- 2005: Angelika Milster (Wo sind die Helden)
- 2007: Graveworm
- 2008: Andrew Spencer (I Need a Hero)
- 2008: Mainstreet (I schoit mei Hirn o)
- 2011: Sopor Aeternus
- 2012: Glee Cast
- 2014: Grailknights, Van Canto
- 2015: Nothing but Thieves